# Кому вгору, кому вниз
«Кому́ вго́ру, кому́ вни́з» (інша назва — «Шоколадний бар») — український художній фільм режисера Станіслава Клименка. Прем'єра фільму відбулася у лютому 1992 року.

## Сюжет
Дія фільму починається у 1979 році, коли головний герой, Петро Бублик (Петро Бенюк), вийшовши вранці на роботу, раптово перемістився у часі на початок 1990-тих років. Він зустрічається з типажами, нетиповими звичної для нього для доби «розвиненого соціалізму» — авантюристами, нуворишами, інвесторами, магами, мафіозі, виявляється вплутаним у справи злочинного угрупування, шукає свою дорослу доньку (Світлана Харько).

## Акторський склад
- Петро Бенюк — Петро Бублик
- Анатолій Хостікоєв — Фауст
- Світлана Харько — Женька
- Ігор Афанасьєв — мафіозі Болсовський
- Олексій Горбунов — Професор Гук
- Валентин Троцюк — Баба Йога
- Ілона Кун — Магда
- Сніжана Грищенко — Олена
- Богдан Бенюк — Чиж
- Тамара Яценко — епізод
- В'ячеслав Дубінін — епізод
- Олександр Белина — епізод
- Ніна Реус — епізод
- А.Болотова — епізод
- Василь Фушич — епізод
- Юрій Рудченко — епізод
- Сергій Кучеренко — епізод
- Наталка Лащук — епізод
- О.Постоюк — епізод
- М.Ославський — епізод
- О.Ящук — епізод
- І.Чорний — епізод

а також: актори Київського театру естради, Львівська група «Ерос», група центру «Каскадер»

## Знімальна група
- Режисер: Станіслав Клименко
- Сценарит: Олександр Чумак
- Оператор-постановник: Віктор Політов
- Художник-постановник: Микола Поштаренко
- Звукооператор: Анатолій Чорнооченко
- Музика: рок-гурт «Кому Вниз»
- Тексти пісень: Андрій Середа
- Костюми: Надія Коваленко
- Грим та зачіски: Неллі Артюх, Коте Кавелашвілі
- Монтаж: Жанна Шевченко
- Редактор: Богдан Жолдак
- Режисерська група: І.Клименко, І.Гуляєва, С.Хохун
- Операторська група: В.Єременко, П.Небера, В.Осінін
- Комбіновані зйомки: оператор: Б.Серьожкін
- Художник: С.Поваров
- Адміністративна група: В.Вєрухін, В.Копін, О.Юрченко
- Директор фільму: Віктор Черниш